# Limnephilus ectus
Limnephilus ectus är en nattsländeart som beskrevs av Ross 1941. Limnephilus ectus ingår i släktet Limnephilus och familjen husmasknattsländor. Inga underarter finns listade i Catalogue of Life.